# Epidendrum moritzii
Epidendrum moritzii är en orkidéart som beskrevs av Heinrich Gustav Reichenbach. Epidendrum moritzii ingår i släktet Epidendrum och familjen orkidéer. Inga underarter finns listade i Catalogue of Life.